# Gegenes
Gegenes és un gènere de lepidòpters papilionoïdeus de la família dels hespèrids (Hesperiidae), subfamília Hesperiinae, els membres del qual s'estenen pel sud d'Europa, Àfrica, Madagascar, Orient Pròxim, Aràbia i sud-oest d'Àsia, incloent diverses illes mediterrànies, com ara Mallorca, Còrsega, Sardenya, Sicília i Creta.

## Espècies i distribució geogràfica
Aquest gènere comprèn quatre espècies:
- Gegenes hottentota (Latreille, 1823) — Àfrica i sud d'Aràbia.
- Gegenes nostrodamus (Fabricius, 1793) — sud d'Europa, nord d'Àfrica, Orient Pròxim, Aràbia i sud-oest d'Àsia.
- Gegenes pumilio (Hoffmannsegg, 1804) — sud d'Europa, Àfrica, Madagascar, Orient Pròxim, Aràbia i sud-oest d'Àsia.
- Gegenes niso (Linnaeus, 1764) — Àfrica i Madagascar.

## Galeria

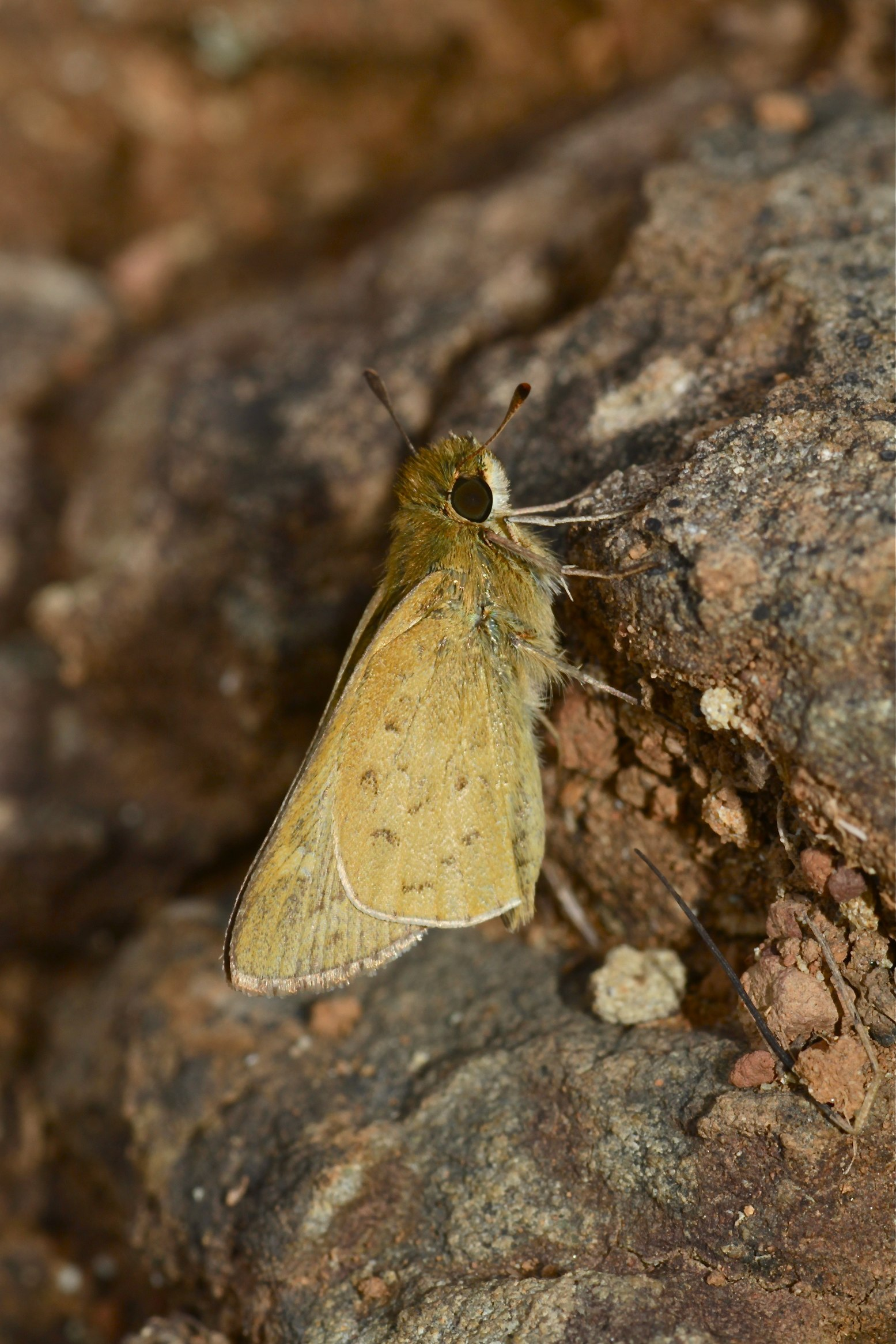
Gegenes hottentota
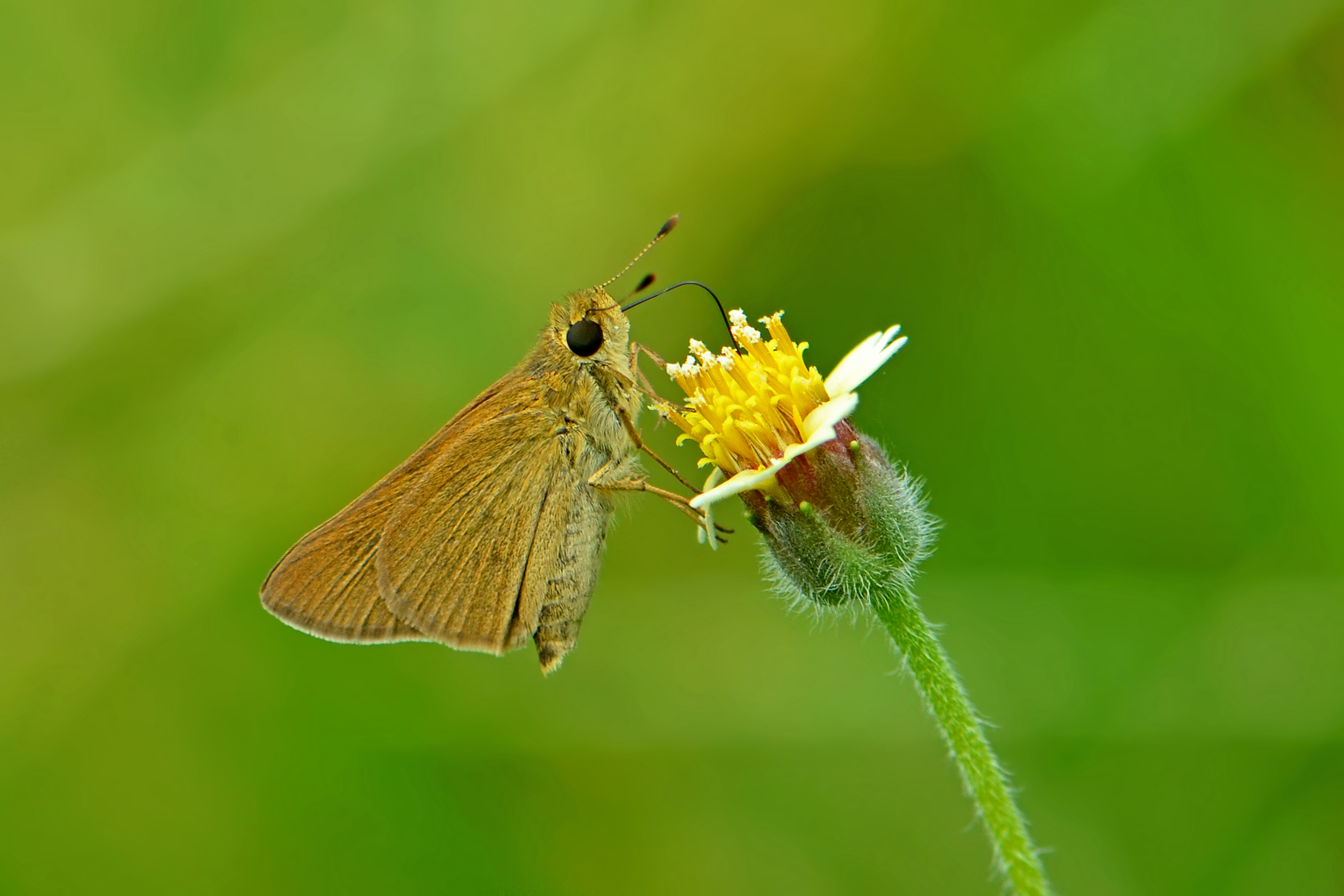
Gegenes nostrodamus
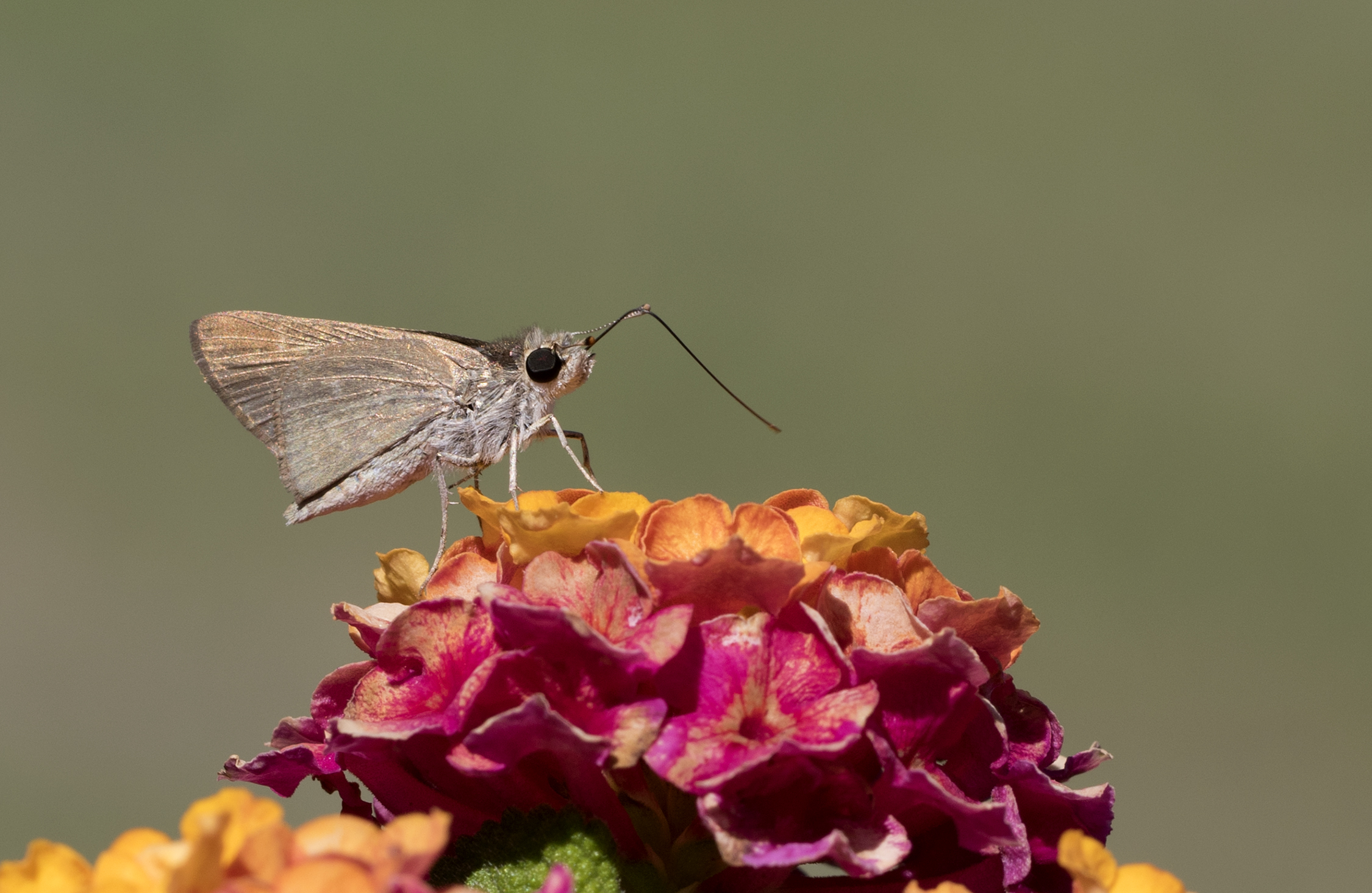
Gegenes pumilio
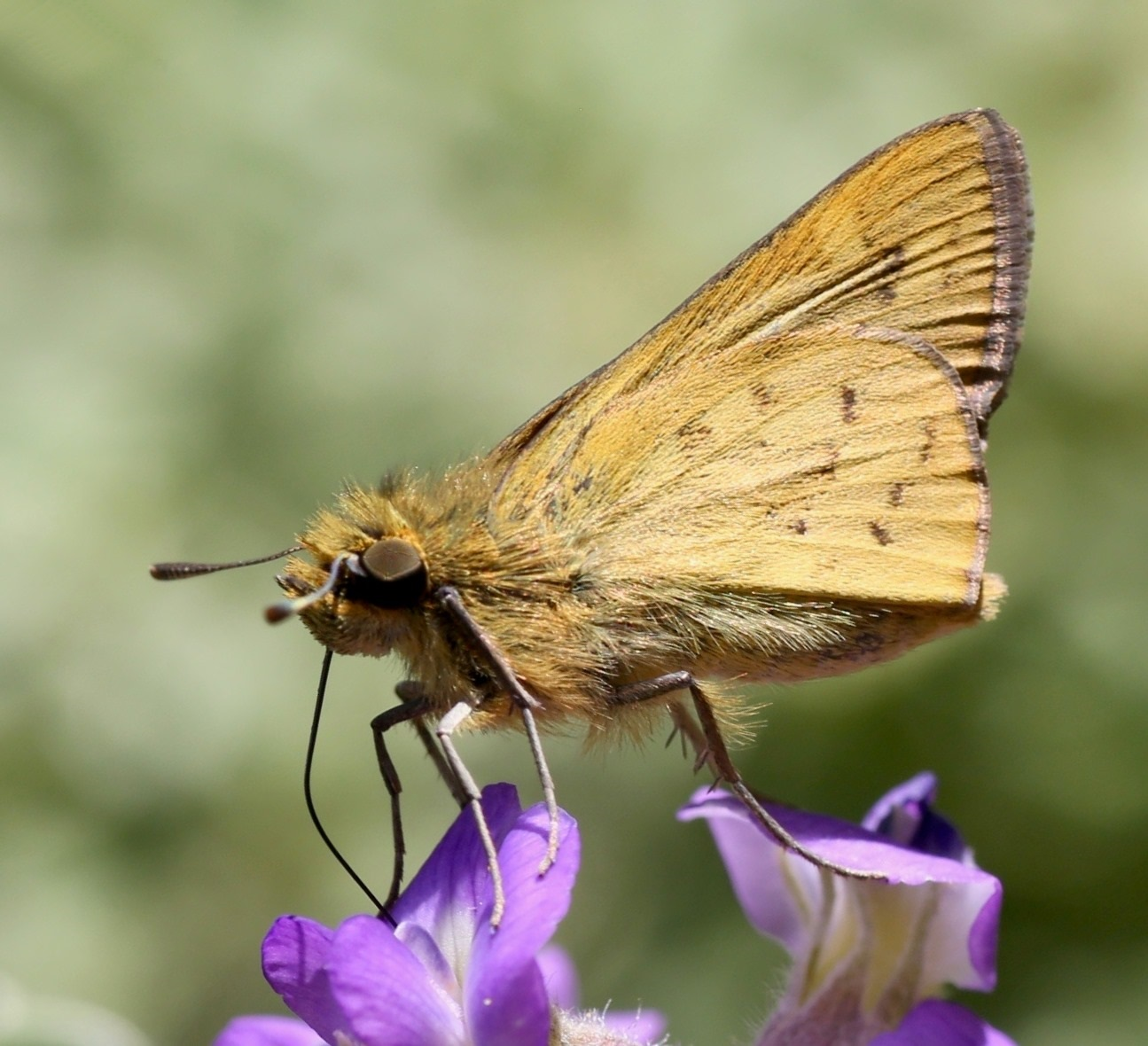
Gegenes niso